# Reconstructor
Reconstructor es un programa que permite a cualquier usuario personalizar una imagen ISO de Debian y derivados (Ubuntu, Xubuntu, Kubuntu,...).

## Características
- Posibilidad de personalizar la imagen de arranque, arranque el usplash, fondos de escritorio, pantalla de GNOME, tema GDM y otras configuraciones[1]
- Posibilidad de añadir nuevo software para la compilación
- Opción para permitir a todos los repositorios
- Integrado opción de grabar la imagen ISO